# 還看今朝
《還看今朝》（英語：Heaven's Retribution；海外劇名《天網》）是香港亞洲電視製作的一部史詩式電視劇，由韋家輝監製，時代背景為中國文化大革命時期至1986年，故事內容涉及文革及1976年四五天安門事件等中國政治敏感題材。故事主轴为一对好友宋邦（黄日华饰）和江书海（吴启华饰）之间的恩怨情仇。此剧因故事与义不容情相近而被称为亚视版义不容情。劇集在香港播出期間，收視高達27點，創下亞洲電視的收視紀錄。無綫電視同時段以類似題材的電視劇《燃燒歲月》對撼。

## 故事內容
中華人民共和國成立後，出身自香港名門的宋一夫（任達華飾）不顧家庭反對，偕妻子（米雪飾）滿懷理想地返回中國内地，期望能為新中國做出貢獻。1966年，遇上文化大革命，宋一夫同僚江曉風（江圖飾）遭兒子江書海（李永漢飾童年）批鬥而自殺；宋一夫夫婦不久後也因出身自香港名門而被批鬥迫害，最後相繼在貧病之中病逝，遺留三子兩女。年僅十二歲的宋一夫長子宋邦（李永豪飾）忍痛將三名年幼弟妹轉送他人，後來與長妹宋庭得江曉風之妻邵在秋（苗金鳳飾）照顧。
1976年，長大後的宋邦（黃日華飾）與江書海（吳啟華飾）成為好友，而江書海又與宋庭（伍詠薇飾）成為戀人。宋邦江書海二人因參與四五運動，为逃避追捕而最终偷渡到香港，並在香港認識任美麗（戚美珍飾）和任美玲（翁虹飾）兩姐妹。宋邦與妹妹任美玲相戀，與姊姊任美麗由相拗相爭至惺惺相惜，並一同經營飯堂，後宋邦生意失敗，飯堂結業並欠債累累，宋邦一度經不起失敗返回北京自暴自棄，而任美玲無法忍受宋邦失意而決定分手，更接受追求者李子霖（孫興飾），與他訂婚；相反任美麗對宋邦不離不棄，結果令宋邦重新振作，兩人也成為情侶。宋邦在宋一夫的舊友雷霆（楊群飾）協助下東山再起，最後靠外銷中國内地产的景泰藍成為商業鉅子。
江書海在離開北京前與宋庭發生關係，宋庭後來為江書海產下一子，江書海因此被迫娶宋庭為妻。江書海生性懶散，到香港後事事倚靠宋邦，宋邦飯堂生意失敗後，江書海不願捱窮，離開宋邦與富家女譚紫珊（莊靜而飾）同居，後來宋庭來港尋夫，發現江書海另結新歡，結果宋庭與子回北京後一同服毒自殺，江書海發現後卻見死不救，宋邦妹宋家欲救宋庭，更被江書海殺害，但因證據不足江書海未被起訴。譚紫珊得知江書海有妻兒，決定趕走江書海，江書海盛怒下將譚紫珊毀容，最後被判入獄兩年。
任美玲與李子霖訂婚後，發覺仍愛宋邦，更怨妒姊姊任美麗奪其所愛，決定與李子霖分手及要求與宋邦復合，被宋邦所拒。而李子霖為求復合向任美玲以死相迫，結果令任美玲意外墜樓，導致下半身癱瘓。任美玲自此更痛恨宋邦與任美麗，後來更覺得與剛出獄的江書海同病相憐，二人走在一起。
邵在秋在宋邦多次勸導下來香港定居，更從台灣親屬處承受過千萬財產，邵在秋將財產入股宋邦的公司成為股東，可惜邵在秋後來安排剛出獄的兒子江書海在公司工作，引起宋邦不滿而決定退股。宋邦退股後江書海掌公司大權，但經營不善以至公司瀕臨倒閉，後來更被另起爐灶的宋邦在商場上打敗，江書海不堪打擊而精神失常，被強制入住精神病院療養。
宋邦任美麗正計劃結婚，但任美麗發現患上血癌，本來任美玲骨髓適合移植，但她痛恨宋邦將江書海迫瘋，再次毀她幸福，要宋邦跳樓才肯捐出骨髓救任美麗。宋邦為救妻竟跳樓，幸只受傷，任美玲終放下仇怨，捐出骨髓成功救回任美麗。
1986年，任美麗經兩年隔離治療後康復出院時，江書海则逃出精神病院殺警奪槍，最終與宋邦同歸於盡。

## 演員表

### 宋家
| 演員   | 角色   | 關係/暱稱                                                                 |
| 任達華 | 宋一夫 | 宋邦之父 於第3集病逝                                                      |
| 米 雪  | 沈雪盈 | 宋邦之母 於第3集病逝                                                      |
| 金興賢 | 宋一鳴 |                                                                           |
| 黃日華 | 宋 邦  | 宋一夫之子 江書海之好友，後反目 於第30集與江書海同歸於盡 童年由李泳豪飾演 |
| 伍詠薇 | 宋 庭  | 宋邦之妹 江書海之女友                                                     |
| 鍾麗娟 | 宋 家  |                                                                           |
| 梁思浩 | 宋 國  | 宋邦之弟                                                                  |

### 江家
| 演員   | 角色   | 關係/暱稱                                                                                    |
| 江 圖  | 江清風 | 江書海之父                                                                                   |
| 苗金鳳 | 邵在秋 | 秋阿姨 江書海之母                                                                            |
| 吳啟華 | 江書海 | 宋邦之好友，後反目 宋庭之前男友 譚紫珊之男友，後反目 於第30集與宋邦同歸於盡 童年由李泳漢飾演 |

### 任家
| 演員   | 角色   | 關係/暱稱                         |
| 良 鳴  |        |                                   |
| 羅 烈  | 任父   | 任美麗、任美玲之父                |
| 戚美珍 | 任美麗 | 宋邦之女友，後妻子 任美玲之姊     |
| 翁 虹  | 任美玲 | 宋邦及李子霖之前女友 江書海之女友 |

### 其他重要演員
| 演員   | 角色   | 關係/暱稱          |
| 莊靜而 | 譚紫珊 | 江書海之女友       |
| 楊 群  | 雷 霆  | 宋一夫之好友       |
| 孫 興  | 李子霖 | Sam 任美玲之前男友 |

### 其他演員
- 李香琴 飾 姚文珠
- 安德尊
- 關偉倫
- 鄧德光
- 馮素波 飾 沈雪盈之母
- 萬斯敏
- 江文聲 飾 宋一夫之父
- 馮　真 飾 宋一夫之母
- 曾燕萍
- 羅惠盈
- 黃禮豪
- 嚴秋華
- 歐陽耀麟
- 羅耀雄
- 陳秋桐
- 黃清河
- 邵玉嬋
- 林華勳
- 尹榮祥
- 榮　彪
- 何　添
- 吳嘉華
- 張愛珊
- 梁惠蓮
- 郭智坤
- 羅樹淇
- 陳鳳冰
- 陳　衍
- 鄭玉賢
- 吳紫妍
- 何美美
- 陳麗雲
- 陳月茹
- 江　虹
- 陳巧儀
- 陳　來
- 譚少英
- 湖邊月
- 嚴力耕
- 周兆麟
- 陳獅雄

## 轶事
- 此劇在首播時收視曾高達27點[1]，令無線電視緊急推出同樣講述文革的電視劇《燃燒歲月》。
- 1990年12月18日，乘著電視劇熱潮，羅文於文化中心音樂廳舉行8場《今朝經典還看羅文演唱會》。
- 此剧曾经于2010年在亞洲電視本港台深夜時段重播此劇，廣東省轉播版本用亞視旅遊節目覆蓋禁播，但在中國内地視頻網站仍能找到該劇集。
- 剧中大结局一幕，逃離精神病院並殺警搶槍的江书海约宋邦出去见面，宋邦前往，但江书海的精神病发作，竟开枪打中宋邦，自己也中枪死掉了。因此宋邦最后是死是活没有交代，但很可能是死了，因为在去医院的路上大塞车，从宋邦的裤子口袋中掉出一粒红色的玻璃球（宋邦在任美丽生病后为了鼓励她，每天在瓶子里放一粒玻璃球，特别的日子就放红色的，已经攒了3大瓶）…
- 此剧是韋家輝、司徒錦源、阮少娜、任達華、黃日華、吳啟華過檔亞視的第一部電視劇。